# John Elsworthy
John Elsworthy (Nant-y-derry, 26 de julho de 1931 - 3 de maio de 2009) foi um futebolista galês que atuava como meia.

## Carreira
John Elsworthy fez parte do elenco da Seleção Galesa de Futebol, na Copa do Mundo de 1958.